# Symfonie nr. 26 (Mjaskovski)
De Russische componist Nikolaj Mjaskovski schreef zijn Symfonie nr. 26 in C-majeur in 1948. Het componeren vond plaats na de ban op zijn Pathetische Ouverture uit 1946 en het almaar strakker wordende culturele regime van na de Tweede Wereldoorlog. Dat strakke regime hield in dat geen modernismen meer werden toegestaan en dat (in dit geval) composities een positieve bijdrage aan het communisme moesten leveren. Aan de andere kant was er geen duidelijke richtlijn van wat precies was toegestaan of verboden. Onder die omstandigheden begon Mjaskovski aan zijn 26e symfonie, die hij de ondertitel Symfonie op Russische thema’s meegaf.
Ongebruiklijk is dat het driedelige werk opent met een langzaam deel, waarna in de volgende delen het tempo steeds wordt opgevoerd. De symfonie begint zelfs voor Mjaskovski's doen somber. Echter binnen een aantal minuten klaart de somberheid op, al blijft de melancholische aard van de componist hoorbaar. Het werk, waarin de koper- en houtblazers een grote rol spelen, wordt allengs helderder en helderder. In deel 2 verschuift het thema binnen het orkest en de andere stemmen moeten de begeleiding verzorgen. In de enige beschikbare opname kan de dirigent Jevgeni Svetlanov het orkest niet in het ritme houden, wat dit deel een chaotisch (en dus in de ogen van de autoriteiten "modern" karakter) geeft. Het derde deel is traditioneler en eindigt triomfantelijk.
De première werd gegeven door Svetlanovs leermeester Aleksandr Gauk in Moskou, waarna direct de kritiek kwam. Mjaskovski kwam dus op de zwarte lijst en dirigenten en orkesten durfde zich kennelijk niet te branden aan dit werk. Later werd de kritiek enigszins gematigd. De symfonie werd pas echt opgenomen in de periode dat de muziek van de componist een revival kende en de roep om opnamen van zijn symfonisch oeuvre luider werden. De onderstaande opnamen uit 1981 tot 1983 vermelden dan ook World Premiere Recording. In Nederland heeft de 25e symfonie eenmaal geklonken. Svetlanov dirigeerde in 1998 het Residentie Orkest in een matig bezette Grote Zaal van het Amsterdamse Concertgebouw.  

## Delen
1. Andante sostenuto – Allegro
2. Andanta quasi lento – Allegro goicoso – Tempo I (a doppio meno mosso)
3. Adagio – Allegro maestoso.

## Discografie
- Academisch Symfonieorkest van de Russische Federatie o.l.v. Jevgeni Svetlanov ( Melodiya SUCD 10 00474 / Olympia 737 / Warner 2564 69689-8)

Symfonie nr. 1 · 2 · 3 · 4 · 5 · 6 · 7 · 8 · 9 · 10 · 11 · 12 · 13 · 14 · 15 · 16 · 17 · 18 · 19 · 20 · 21 · 22 · 23 · 24 · 25 · 26 · 27